# 서런던 더비
서런던 더비는 런던 서부 지역을 연고로 한 브렌트퍼드 FC, 첼시 FC, 풀럼 FC,
퀸즈 파크 레인저스 FC 중 두 팀 사이에서 열리는 축구 더비이다.

## 같이 보기
- 런던 더비
- 북런던 더비
- 남런던 더비
- 동런던 더비